# 五明
五明或譯五明學、五明處，源于古印度婆羅門傳統，後被佛教所用，指五門學科。

## 概论
《瑜伽師地論》卷38說，五明是「一切菩薩正所應求」，是研究佛學方法的五種分類：
- 声明（梵語：śabda-vidyā；藏語：སྒྲ་རིག་པ་）：語言、語言學、文字學、訓詁學、文學等，即語言表達及書寫、著述能力。
- 因明（梵語：hetu-vidyā；藏語：ཚད་མ་རིག་པ་）：邏輯學、論辯術，已證內明的菩薩，可以藉此辯駁外道的異論，令未相信佛法的人相信，令已相信的人信仰更加堅定。
- 内明（梵語：adhyātma-vidyā；藏語：ནང་རིག་པ་）：佛學教理學、哲學，為五明之首；對佛教而言，即經、律、論三藏。對已證實相的菩薩，內明既利自己修行，又可幫助他人開悟。對婆羅門而言，則是指研習四吠陀論。
- 医方明（梵語：cikitsā-vidyā；藏語：གསོ་རིག་པ་）：醫學、藥學乃至咒術（陀羅尼）等，可助強身健體，並醫治別人的色身病苦，拯救眾生。
- 工巧明（梵語：śilpa-karma-sthāna-vidyā；藏語：བཟོ་རིག་པ་）：藝術、科技、工藝、農業等，即日常生活中所需要的技藝。

## 宗派
五明學隨佛教傳入藏地，在藏傳佛教教學中常用，且影響并融入了藏地本地宗教苯教。藏地精通五明的學者，可以享有班智達的稱號。